# Omnium de France
 (octobre 2020).
L'Omnium de France ou National Omnium était une compétition de golf ouverte aux meilleurs joueurs professionnels et amateurs de nationalité française. Créée par l'Union des golfs de France, ancêtre de la Fédération française de golf, elle prit la suite du championnat de France professionnel disputé de 1911 à 1925. Sa première édition a donc été jouée en 1926, et sa dernière en 2000. Elle était dotée du trophée Arnaud Massy, un bouclier en bois conçu en hommage au grand champion français de la première moitié du XXe siècle,.

## Palmarès
| 2000             | Golf de Chantaco              | Jean-Pierre Cixous           | 273          |              |              |
| 1999             | Golf de Joyenval              | Jean-François Lucquin        | 276          |              |              |
| 1998             | Paris International Golf Club | Grégory Havret (am)          | 278          |              |              |
| 1997             | Golf de Sablé-Solesmes        | Sébastien Delagrange         | 273          |              |              |
| 1996             | Golf de la Wantzenau          | Nicolas Kalouguine           | 276          |              |              |
| 1995             | Golf de Saint-Laurent         | Nicolas Joakimides           | 275          |              |              |
| 1994             | Golf de Brest-Iroise          | Fabrice Honnorat de Malliard | 274          |              |              |
| 1993             | Golf de Fontainebleau         | Éric Giraud (2)              | 283          |              |              |
| 1992             | Golf d'Hardelot               | Roger Sabarros               | 283          |              |              |
| 1991             | Golf de Bondues               | Éric Giraud                  | 279          |              |              |
| 1990             | Golf de Dijon                 | Thomas Levet                 | 272          |              |              |
| 1989             | Golf d'Omaha Beach            | Laurent Lassalle             | 285          |              |              |
| 1988             | Golf de Palmola               | Philippe Palli               | 284          |              |              |
| 1987             | Golf de Fontainebleau         | Jean Garaïalde (17)          | 287          |              |              |
| 1986             | Golf du Lys-Chantilly         | Emmanuel Dussart             | 272          |              |              |
| 1983-85          | Non organisé                  | Non organisé                 | Non organisé | Non organisé | Non organisé |
| 1982             | Golf de Chiberta              | Géry Watine                  | 276          |              |              |
| 1981             | Golf de Fontainebleau         | Patrick Cotton (2)           | 290          |              |              |
| 1980             | Golf du Lys-Chantilly         | Patrice Léglise              | 282          |              |              |
| 1979             | Golf de Palmola               | Jean-Pierre Charpenel        | 285          |              |              |
| 1978             | Golf de Touraine              | Patrick Cotton               | 281          |              |              |
| 1977             | Golf de Divonne               | Bernard Pascassio            | 283          |              |              |
| 1976             | Golf de Chiberta              | Jean Garaïalde (16)          | 280          |              |              |
| 1975             | Golf d'Hardelot               | Jean Garaïalde (15)          | 293          |              |              |
| 1974             | Golf de Saint-Nom-la-Bretèche | Jean Garaïalde (14)          | 280          |              |              |
| 1973             | Golf d'Aix-Marseille          | Jean Garaïalde (13)          | 290          |              |              |
| 1972             | Golf de Fontainebleau         | Jean Garaïalde (12)          | 288          |              |              |
| 1971             | Golf du Prieuré               | Jean Garaïalde (11)          | 291          |              |              |
| 1970             | Golf d'Ormesson               | Jean Garaïalde (10)          | 289          |              |              |
| 1969             | Golf Club de Lyon             | Jean Garaïalde (9)           | 284          |              |              |
| 1968             | Golf de Chantilly             | Roger Cotton (2)             | 287          |              |              |
| 1967             | Golf de Saint-Cloud           | Jean Garaïalde (8)           | 281          |              |              |
| 1966             | Golf d'Ozoir-la-Ferrière      | Jean Garaïalde (7)           | 280          |              |              |
| 1965             | Golf de Saint-Germain-en-Laye | Jean Garaïalde (6)           | 279          |              |              |
| 1964             | Golf du Lys-Chantilly         | Jean Garaïalde (5)           | 279          |              |              |
| 1963             | Golf de La Boulie             | Jean Garaïalde (4)           | 279          |              |              |
| 1962             | Golf de Saint-Nom-la-Bretèche | Jean Garaïalde (3)           | 277          |              |              |
| 1961             | Golf de Vichy                 | Roger Cotton                 | 277          |              |              |
| 1960             | Golf du Sart                  | François Saubaber (3)        | 278          |              |              |
| 1959             | Golf de Saint-Cloud           | Henri de Lamaze (am) (2)     | 277          |              |              |
| 1958             | Golf du Lys-Chantilly         | Jean Garaïalde (2)           | 286          |              |              |
| 1957             | Golf de Saint-Germain-en-Laye | Jean Garaïalde               | 276          |              |              |
| 1956             | Golf de Morfontaine           | Henri de Lamaze (am) (2)     | 283          |              |              |
| 1955             | Golf d'Hossegor               | François Saubaber (2)        | 277          |              |              |
| 1954             | Golf de Marly                 | Michel Alsuguren (2)         | 269          |              |              |
| 1953             | Golf de Deauville             | François Saubaber            | 278          |              |              |
| 1952             | Golf du Lys-Chantilly         | Henri de Lamaze (am)         | 281          |              |              |
| 1951             | Golf de Divonne               | Jean-Baptiste Ado            | 279          |              |              |
| 1950             | Golf de Morfontaine           | Marcel Dallemagne (6)        | 284          |              |              |
| 1949             | Golf du Lys-Chantilly         | Henri Mourguiart (2)         | 283          |              |              |
| 1948             | Golf de Saint-Germain-en-Laye | Henri Mourguiart             | 290          |              |              |
| 1947             | Golf de Saint-Cloud           | Michel Alsuguren             | 291          |              |              |
| 1946             | Golf de Saint-Germain-en-Laye | Marcel Philippon             | 301          |              |              |
| 1945             | Golf de Chantilly             | Pierre Hirigoyen             | 288          |              |              |
| 1944             | Non organisé                  | Non organisé                 | Non organisé | Non organisé | Non organisé |
| 1943             | Golf de Saint-Cloud           | Jean Alsuguren (2)           | 287          |              |              |
| 1942 (Zone Sud)  | Golf de Mandelieu             | Jean Alsuguren               | 300          |              |              |
| 1942 (Zone Nord) | Golf de Saint-Germain-en-Laye | Michel Carlhian (am)         | 293          |              |              |
| 1940–41          | Non organisé                  | Non organisé                 | Non organisé | Non organisé | Non organisé |
| 1939             | Golf de Saint-Cloud           | Marcel Dallemagne (5)        | 286          |              |              |
| 1938             | Golf de Nice                  | André Ghintran               | 276          |              |              |
| 1937             | Golf de Chiberta              | Marcel Dallemagne (4)        | 293          |              |              |
| 1936             | Golf de La Boulie             | Auguste Boyer (4)            | 273          |              |              |
| 1935             | Golf de Fourqueux             | Marcel Dallemagne (3)        | 282          |              |              |
| 1934             | Golf de Saint-Cloud           | Auguste Boyer (3)            | 287          |              |              |
| 1933             | Golf de Chiberta              | Auguste Boyer (2)            | 284          |              |              |
| 1932             | Golf de Chantilly             | Marcel Dallemagne (2)        | 289          |              |              |
| 1931             | Golf de Saint-Germain-en-Laye | Auguste Boyer                | 300          |              |              |
| 1930             | Golf d'Ormesson               | Marcel Dallemagne            | 289          |              |              |
| 1929             | Golf de Chiberta              | Jean Gassiat (2)             | 311          |              |              |
| 1928             | Golf de Fourqueux             | Jean Saubaber                | 305          |              |              |
| 1927             | Golf de Chantilly             | Jean Gassiat                 | 288          |              |              |
| 1926             | Golf de Wimereux              | Arnaud Massy                 | 305          |              |              |

1. ↑  « National Omnium ou Omnium de France -1926 », sur APGF- Association Patrimoniale du Golf… (consulté le 10 décembre 2023).
2. ↑  Jean-Yves Guillain, Histoire du golf en France, Paris, L'Harmattan, 2013